# Frénaye
Frénaye é uma comuna francesa na região administrativa da Normandia, no departamento de Sena Marítimo. Estende-se por uma área de 10,04 km². Em 2010 a comuna tinha 2 159 habitantes (densidade: 215 hab./km²).